# Aeroportul Zakouma
Aeroportul Zakouma (IATA: AKM) este un aeroport din Regiunea Salamat, Ciad ce deservește zona parc national de Zakouma⁠(d).
Situat la o altitudine de 415 m, aeroportul dispune de o singură pistă.